# دانييل بيسا
دانييل بيسا (بالبرتغالية: Daniel Bessa‏) (14 يناير 1993 بساو باولو في البرازيل - ) هو لاعب كرة قدم برازيلي في مركز الوسط في نادي كلباء الإماراتي. لعب مع إنتر ميلان وسبارتا روتردام ونادي بولونيا ونادي فيتشينزا ونادي كومو ونادي أولهانينسي.

## روابط خارجية
- دانييل بيسا على موقع قاعدة بيانات كرة القدم.إي يو (الإنجليزية)
- دانييل بيسا على موقع Soccerway.com (الإنجليزية)
- دانييل بيسا على موقع عالم كرة القدم.نت (الإنجليزية)
- دانييل بيسا على موقع AS.com (الإسبانية)